# Amares e Figueiredo
Amares e Figueiredo (oficialmente: União das Freguesias de Amares e Figueiredo) é uma freguesia portuguesa do município de Amares, com 4,56 km² de área e 2767 habitantes (censo de 2021). A sua densidade populacional é 606,8 hab./km².

## História
Foi constituída em 2013, no âmbito de uma reforma administrativa nacional, pela agregação das antigas freguesias de Amares e Figueiredo.

## Demografia
A população registada nos censos foi:
| Distribuição da População por Grupos Etários | Distribuição da População por Grupos Etários | Distribuição da População por Grupos Etários | Distribuição da População por Grupos Etários | Distribuição da População por Grupos Etários | Distribuição da População por Grupos Etários |
| -------------------------------------------- | -------------------------------------------- | -------------------------------------------- | -------------------------------------------- | -------------------------------------------- | -------------------------------------------- |
| Antes da agregação                           |                                              |                                              |                                              |                                              |                                              |
| Ano                                          | 0-14 anos                                    | 15-24 anos                                   | 25-64 anos                                   | >= 65 anos                                   | Total                                        |
| 2001                                         | 481                                          | 404                                          | 1215                                         | 233                                          | 2333                                         |
| 2011                                         | 466                                          | 358                                          | 1497                                         | 333                                          | 2654                                         |
| Após a agregação                             |                                              |                                              |                                              |                                              |                                              |
| Ano                                          | 0-14 anos                                    | 15-24 anos                                   | 25-64 anos                                   | >= 65 anos                                   | Total                                        |
| 2021                                         | 366                                          | 349                                          | 1518                                         | 534                                          | 2767                                         |